# East Chop Light
Das East Chop Light (auch Telegraph Hill Light) ist ein historischer Leuchtturm auf dem Stadtgebiet von Oak Bluffs auf der Insel Martha’s Vineyard im Bundesstaat Massachusetts der Vereinigten Staaten. Das heutige Bauwerk wurde gegen Ende des 19. Jahrhunderts errichtet und 1987 im Rahmen der Multiple Property Submission Lighthouses of Massachusetts MPS in das National Register of Historic Places (NRHP) eingetragen.

## Geschichte
Der Leuchtturm befindet sich auf dem höchsten Punkt der Insel, der als Telegraph Hill bekannt ist und dem Bauwerk seinen umgangssprachlichen Namen gab. Es wurde bereits 1646 auf Karten eingezeichnet und von Beginn an als East Chop Light ausgewiesen; die englischen Siedler bezeichneten mit dem Begriff chop den Eingang eines Schifffahrtskanals. Das Gegenstück bildet dementsprechend das West Chop Light in Tisbury. 1869 errichtete Captain Silas Daggett an der Stelle des heutigen Leuchtturms eine privat betriebene Einrichtung, um aus östlicher Richtung kommende Schiffe in den Vineyard Haven Harbor zu leiten. Diese ging 1871 bei einem Brand verloren und wurde zunächst durch einen Turm, der auf das Dach eines Wohnhauses aufgesetzt wurde, ersetzt.
Die Angaben zum Baujahr des heutigen Bauwerks reichen von 1876 bis 1878; so gibt die Massachusetts Historical Commission in ihrer Nominierung für das NRHP das Baujahr 1876 an, während der National Park Service ausführt, dass das United States Lighthouse Board das Grundstück 1878 erwarb und dort im selben Jahr den heute noch existenten Leuchtturm errichten ließ. In den 1880er Jahren wurde der Leuchtturm rotbraun angestrichen und brachte ihm den Spitznamen chocolate lighthouse ein. Erst 1988 wurde er wieder weiß überstrichen.
Der Leuchtturm wurde 1933 automatisiert und am 15. Juni 1987 unter der Nummer 87001480 in das National Register of Historic Places eingetragen. Er befindet sich heute im Eigentum der Küstenwache der Vereinigten Staaten und wird von der Martha’s Vineyard Historical Society betrieben. Seit 1994 ist er öffentlich zugänglich.

## Architektur
Der 40 ft (12,2 m) hohe Turm wurde im Italianate-Stil erbaut und erreicht durch seinen exponierten Standort auf dem Telegraph Hill eine Feuerhöhe von 79 ft (24,1 m). Er steht auf einem Fundament aus Beton und besteht selbst aus Gusseisen. Der zylinderförmige, nach oben hin konisch zulaufende Leuchtturm ist weiß gestrichen und verfügt über ein schwarz gestrichenes Feuerhaus.

## Technik
Der Leuchtturm sendet alle 6 Sekunden im Gleichtakt (englisch Iso) ein grünes Licht aus, das bis zu 9 sm (16,7 km) weit zu sehen ist. Als Leuchtmittel dient seit 1984 eine 300-mm-Linse, welche die ursprüngliche Fresnel-Linse 4. Ordnung ersetzte.